# Fernando López
Pour les articles homonymes, voir López.
Pas d'image ? Cliquez ici

a Compétitions nationales et continentales officielles uniquement.

b Matchs officiels uniquement.
Dernière mise à jour le 14/12/2022.
Fernando López, né le 14 mars 1986, est un joueur argentino-espagnol de rugby à XV qui évolue au poste de pilier . 

## Biographie
Natif de Buenos Aires, du quartier de Parque Patricios, Fernando López est originaire d'une famille passionnée par le football. A 13 ans, il débute le rugby au sein du Club San Marcos, à Monte Grande, dans la banlieue de Buenos Aires. En 2007, il part une première fois en Espagne, rejoignant le Bera Bera Rugby pour une saison, avant de revenir au sein de son club formateur.
En 2010, il rejoint le Club Pucará (en), l'un des principaux clubs argentins, qui évolue dans l'élite de l'URBA. Il dispute cinq saisons avec Pucará, faites de hauts et de bas. Mais après cinq saisons de haut niveau amateur, et à quelques mois de la naissance de sa fille, il pense arrêter le rugby. Une offre venue d'Europe le fait revenir sur sa décision. Si celle-ci n'aboutit pas, une seconde offre arrive dans la foulée. Il signe alors en France, au sein du RC Massy, récent promu en Pro D2 en difficulté lors de son début de saison,. 
Il reste deux saisons avec Massy, où naît sa fille. En 2015, il reçoit sa première sélection avec l'équipe d'Espagne. Il est éligible à la sélection espagnole car son grand-père est espagnol de naissance, originaire d'Orense. Il va d'entrer être très apprécié en sélection, jouant pas moins de neuf rencontres en 2015. Avec Massy, s'il est peu de fois titulaire lors de ses deux saisons au club (dix titularisations), il reste une solution de rotation souvent utilisée (dix-neuf entrées en jeu).
Mais après deux saisons à Massy, il décide de partir en Espagne. Il souhaitait retourner au Pays Basque, qu'il avait apprécié lors de son premier séjour en Espagne. Il rejoint ainsi l'Ordizia RE en juillet 2016. Il va alors enchaîner les rencontres, autant en club qu'en sélections. Il est membre de l'équipe lors des incidents ayant éclatés en match de qualifications pour la Coupe du monde de rugby à XV 2019 face à la Belgique. Après le match, il pense arrêter la sélection nationale, mais décide finalement de poursuivre dans le but de qualifier l'Espagne pour la coupe du monde 2023. Au lendemain de la campagne qualificative, en mars 2018, il est contacté par Santiago Santos, le sélectionneur espagnol, qui le nomme capitaine de l'équipe.
En 2020, après quatre saisons passées à Ordizia, il décide de revenir en France. Il prend alors contact avec les dirigeants du Stado Tarbes, qui le mettent à l'essai puis le font signer pour évoluer dans le nouveau championnat Nationale. Il ne reste qu'une saison à Tarbes, et s'engage en faveur du CO Berre XV, qui évolue en Fédérale 1.

## Statistiques

### En sélection
| Année | Compétition       | Matchs | Points | Essais | Transf. | Drops | Pénal. |
| ----- | ----------------- | ------ | ------ | ------ | ------- | ----- | ------ |
| 2015  | CEN D1A           | 4      | -      | -      | -       | -     | -      |
| 2015  | Coupe des Nations | 3      | -      | -      | -       | -     | -      |
| 2015  | Test              | 2      | -      | -      | -       | -     | -      |
| 2016  | CEN D1A           | 4      | -      | -      | -       | -     | -      |
| 2016  | Coupe des Nations | 3      | -      | -      | -       | -     | -      |
| 2016  | Test              | 2      | -      | -      | -       | -     | -      |
| 2017  | REC               | 5      | -      | -      | -       | -     | -      |
| 2017  | Coupe des Nations | 3      | -      | -      | -       | -     | -      |
| 2017  | Test              | 2      | -      | -      | -       | -     | -      |
| 2018  | REC               | 5      | 15     | 3      | -       | -     | -      |
| 2018  | Test              | 2      | -      | -      | -       | -     | -      |
| 2019  | REC               | 5      | 5      | 1      | -       | -     | -      |
| 2019  | Tests matchs      | 4      | -      | -      | -       | -     | -      |
| 2020  | REC               | 2      | -      | -      | -       | -     | -      |
| 2020  | Tests matchs      | 2      | -      | -      | -       | -     | -      |
| 2021  | REC 2020          | 1      | -      | -      | -       | -     | -      |
| 2021  | REC 2021          | 5      | -      | -      | -       | -     | -      |
| 2021  | Tests matchs      | 1      | -      | -      | -       | -     | -      |
| 2022  | REC 2022          | 5      | -      | -      | -       | -     | -      |
| 2022  | Tests matchs      | 1      | -      | -      | -       | -     | -      |
| Total | Total             | 61     | 20     | 4      | -       | -     | -      |

| Essai | Adversaire | Lieu                               | Compétition | Date         | Résultat | Score |
| ----- | ---------- | ---------------------------------- | ----------- | ------------ | -------- | ----- |
| 2     | Allemagne  | Stade national Complutense, Madrid | REC         | 11 mars 2018 | Victoire | 84-10 |
| 1     | Belgique   | Petit Heysel, Bruxelles            | REC         | 18 mars 2018 | Défaite  | 18-10 |
| 1     | Roumanie   | Stade national complutense, Madrid | REC         | 3 mars 2019  | Victoire | 21-18 |